# 山本孝昭
山本 孝昭（やまもと たかあき、1965年2月12日 - ）は、広島県出身の実業家。株式会社ドリーム・アーツ代表取締役社長。

## 略歴
1965年、広島県広島市生まれ。大学卒業後、株式会社アシストに入社。1993年にインテルジャパン株式会社に転職し、テクノロジ・マーケティング担当マネージャとしてマルチメディア関連技術のマーケティングと国内の家庭用パソコン市場拡大戦略の立案、実施を担当。
1996年にドリーム・アーツを東京都に設立し、代表取締役に就任。自らコンセプトをまとめ上げたソリューションをはじめ、ナレッジマネジメントや情報共有、コミュニケーション促進といった分野の大企業向けクラウド製品を企画・開発・販売している。
広島県立大学法人経営審議会委員（現任）。
広島修道大学特別客員教授（現任）。
広島叡智学園 中学校・高等学校アドバイザリーボードメンバー（現任）。
広島県地方産業教育審議会委員（現任）。
高等教育機能強化検討委員会委員（元）。
東京大学工学部　非常勤講師（元）。
文部科学省「日中韓等の大学間交流を通じた高度専門職業人育成事業委員会」委員（元）。
東京大学工学部非常勤講師（元）。
過去には、自社開催のエグゼクティブ向けカンファレンスのパネルディスカッションで京都大学iPS細胞研究所所長・教授の山中伸弥氏、指揮者でトーンキュンストラー管弦楽団音楽監督の佐渡裕氏を迎え、自身がモデレーターを務めるなど、多数ビジネスイベントでも活躍。IT企業の経営者でありながら、ITに依存する働き方に警鐘を鳴らし、遠藤功氏との共著『「IT断食」のすすめ』を執筆。2019年には『令和の現場力 デジタル×AI時代の「業革3.0」』を執筆。

## 著書
- 『「IT断食」のすすめ』（日経プレミアシリーズ, 2011年）
遠藤功と山本孝昭の共著
- 『行動格差の時代 心の勢いで壁を突破する8つの力』（幻冬舎, 2013年）
遠藤功と山本孝昭の共著
- 『令和の現場力 デジタル×AI時代の「業革3.0」』（日本経済新聞出版社,2019年）  遠藤功と山本孝昭の共著